# Miltochrista terminifusca
Miltochrista terminifusca är en fjärilsart som beskrevs av Daniel 1955. Miltochrista terminifusca ingår i släktet Miltochrista och familjen björnspinnare. Inga underarter finns listade i Catalogue of Life.